# Heath Pearce
Heath Gregory Pearce (Modesto, 13 agosto 1984) è un ex calciatore statunitense, di ruolo terzino.

## Biografia
Ha una sorella adottiva, l'attrice Lindsay Pearce, oltre a due fratelli. Sua sorella ha partecipato al programma TV The Glee Project dove ha raggiunto la finale ed ottenuto la possibilità di far parte, per 2 episodi, del cast della terza serie di Glee.

## Caratteristiche tecniche
È un terzino.

## Carriera

### Club

#### Inizi
Inizia la sua carriera frequentando il college, all'Università di Portland, prima militando nel campionato amatoriale riservato alle squadre di college dove totalizzerà 20 presenze e 2 goal e poi presso la Bradenton Academics nella USL Premier Development League.

#### Nordsjælland
Nel 2005-06 firma il suo primo contratto da professionista con i danesi del Nordsjælland, la sua prima esperienza fuori dagli Stati Uniti. L'esordio nella Superliga arriva alla 6ª giornata, nella partita persa in trasferta per 2-1 contro il Brøndby IF disputata il 20 agosto. Da questo momento gioca tutte le partite concludendo il campionato con 31 presenze e 1 goal, la squadra si piazza al 9º posto.
Nella sua seconda stagione nel Nordsjælland gioca 29 partite e segna un goal, la squadra si piazza al 5º posto migliorando il piazzamento passato.

#### Hansa Rostock
Dopo l'esperienza di due anni al Nordsjælland, si trasferisce in Germania all'Hansa Rostock legandosi a questo club per due anni. Alla fine della stagione 2007-08, Pearce è messo fuori rosa per un breve periodo a causa di un suo ritardo dopo un'amichevole con la sua Nazionale, quindi successivamente è stato reintegrato. Conclude la stagione con 19 presenze.
Nella stagione 2008-09, disputa 12 partite prima di essere messo definitivamente fuori rosa dall'Hansa Rostock e mandato a giocare nella squadra B a causa di un sospetto finto infortunio da parte di Pearce. Alla fine della stagione l'Hansa Rostock rescinde il contratto con il giocatore.

#### Bursaspor
Dopo la rescissione del contratto da parte dell'Hansa Rostock è vicino al trasferimento in Turchia al Bursaspor. L'accordo, doveva essere un biennale, non viene raggiunto prima della chiusura del mercato e quindi salta tutto.

#### Dallas
Sfumato il suo passaggio al Bursaspor decide di tornare negli Stati Uniti,dove si accasa all'FC Dallas. club che partecipa alla Major League Soccer. In 2 stagioni totalizza 34 presenze.

#### Chivas
Nel 2011 dopo 2 stagioni all'FC Dallas viene acquistato dal Chivas USA.

#### New York Red Bulls
Il 17 maggio 2012 viene acquistato dai New York Red Bulls, cedendo in cambio al Chivas USA l'attaccante Juan Agudelo.

### Nazionale
Il 12 novembre 2005, durante il periodo in cui giocava nel Nordsjælland, viene convocato in nazionale e debutta nell'amichevole contro la Scozia (1-1). Viene convocato da Bruce Arena per il ritiro e le amichevoli in preparazione dei Mondiali del 2006, senza fare parte della squadra che avrebbe in seguito partecipato alla manifestazione.
Partecipa alla Copa América 2007 dove l'unica presenza è contro la Colombia (1-0). e alla FIFA Confederations Cup 2009, anche se non scenderà mai in campo, quindi alla CONCACAF Gold Cup 2009, dove scende in campo per 5 volte. Viene incluso nella lista preliminare dei 30 giocatori per la Coppa del Mondo del 2010, senza fare parte dell'elenco finale dei 23.

## Statistiche

### Cronologia presenze e reti in nazionale
| Cronologia completa delle presenze e delle reti in nazionale ― Stati Uniti | Cronologia completa delle presenze e delle reti in nazionale ― Stati Uniti | Cronologia completa delle presenze e delle reti in nazionale ― Stati Uniti | Cronologia completa delle presenze e delle reti in nazionale ― Stati Uniti | Cronologia completa delle presenze e delle reti in nazionale ― Stati Uniti | Cronologia completa delle presenze e delle reti in nazionale ― Stati Uniti | Cronologia completa delle presenze e delle reti in nazionale ― Stati Uniti | Cronologia completa delle presenze e delle reti in nazionale ― Stati Uniti |
| Data                                                                       | Città                                                                      | In casa                                                                    | Risultato                                                                  | Ospiti                                                                     | Competizione                                                               | Reti                                                                       | Note                                                                       |
| -------------------------------------------------------------------------- | -------------------------------------------------------------------------- | -------------------------------------------------------------------------- | -------------------------------------------------------------------------- | -------------------------------------------------------------------------- | -------------------------------------------------------------------------- | -------------------------------------------------------------------------- | -------------------------------------------------------------------------- |
| 12-11-2005                                                                 | Glasgow                                                                    | Scozia                                                                     | 1 – 1                                                                      | Stati Uniti                                                                | Amichevole                                                                 | -                                                                          | 77’                                                                        |
| 22-1-2006                                                                  | San Diego                                                                  | Stati Uniti                                                                | 0 – 0                                                                      | Canada                                                                     | Amichevole                                                                 | -                                                                          |                                                                            |
| 10-2-2006                                                                  | San Francisco                                                              | Stati Uniti                                                                | 3 – 2                                                                      | Giappone                                                                   | Amichevole                                                                 | -                                                                          | 90’                                                                        |
| 19-2-2006                                                                  | Frisco                                                                     | Stati Uniti                                                                | 4 – 0                                                                      | Guatemala                                                                  | Amichevole                                                                 | -                                                                          | 40’                                                                        |
| 22-3-2006                                                                  | Dortmund                                                                   | Germania                                                                   | 4 – 1                                                                      | Stati Uniti                                                                | Amichevole                                                                 | -                                                                          | 77’                                                                        |
| 20-1-2007                                                                  | Carson                                                                     | Stati Uniti                                                                | 3 – 1                                                                      | Danimarca                                                                  | Amichevole                                                                 | -                                                                          | 74’                                                                        |
| 5-7-2007                                                                   | Barquisimeto                                                               | Stati Uniti                                                                | 0 – 1                                                                      | Colombia                                                                   | Coppa America 2007 - 1º turno                                              | -                                                                          |                                                                            |
| 9-9-2007                                                                   | Chicago                                                                    | Stati Uniti                                                                | 2 – 4                                                                      | Brasile                                                                    | Amichevole                                                                 | -                                                                          | 84’                                                                        |
| 17-10-2007                                                                 | Basilea                                                                    | Svizzera                                                                   | 0 – 1                                                                      | Stati Uniti                                                                | Amichevole                                                                 | -                                                                          | 31’                                                                        |
| 17-11-2007                                                                 | Johannesburg                                                               | Sudafrica                                                                  | 0 – 1                                                                      | Stati Uniti                                                                | Amichevole                                                                 | -                                                                          |                                                                            |
| 26-3-2008                                                                  | Varsavia                                                                   | Polonia                                                                    | 0 – 3                                                                      | Stati Uniti                                                                | Amichevole                                                                 | -                                                                          | 85’                                                                        |
| 28-5-2008                                                                  | Londra                                                                     | Inghilterra                                                                | 2 – 0                                                                      | Stati Uniti                                                                | Amichevole                                                                 | -                                                                          | Ammonizione                                                                |
| 4-6-2008                                                                   | Santander                                                                  | Spagna                                                                     | 1 – 0                                                                      | Stati Uniti                                                                | Amichevole                                                                 | -                                                                          |                                                                            |
| 7-6-2008                                                                   | East Rutherford                                                            | Stati Uniti                                                                | 0 – 0                                                                      | Argentina                                                                  | Amichevole                                                                 | -                                                                          | 78’                                                                        |
| 14-6-2008                                                                  | Carson City                                                                | Stati Uniti                                                                | 8 – 0                                                                      | Barbados                                                                   | Qual. Mondiali 2010                                                        | -                                                                          |                                                                            |
| 22-6-2008                                                                  | Bridgetown                                                                 | Barbados                                                                   | 0 – 1                                                                      | Stati Uniti                                                                | Qual. Mondiali 2010                                                        | -                                                                          |                                                                            |
| 20-8-2008                                                                  | Città del Guatemala                                                        | Guatemala                                                                  | 0 – 1                                                                      | Stati Uniti                                                                | Qual. Mondiali 2010                                                        | -                                                                          |                                                                            |
| 6-9-2008                                                                   | L'Avana                                                                    | Cuba                                                                       | 0 – 1                                                                      | Stati Uniti                                                                | Qual. Mondiali 2010                                                        | -                                                                          |                                                                            |
| 10-9-2008                                                                  | Bridgeview                                                                 | Stati Uniti                                                                | 3 – 0                                                                      | Trinidad e Tobago                                                          | Qual. Mondiali 2010                                                        | -                                                                          |                                                                            |
| 11-10-2008                                                                 | Washington                                                                 | Stati Uniti                                                                | 6 – 1                                                                      | Cuba                                                                       | Qual. Mondiali 2010                                                        | -                                                                          | 68’                                                                        |
| 15-10-2008                                                                 | Port of Spain                                                              | Trinidad e Tobago                                                          | 2 – 1                                                                      | Stati Uniti                                                                | Qual. Mondiali 2010                                                        | -                                                                          | 87’                                                                        |
| 11-2-2009                                                                  | Columbus                                                                   | Stati Uniti                                                                | 2 – 0                                                                      | Messico                                                                    | Qual. Mondiali 2010                                                        | -                                                                          |                                                                            |
| 28-3-2009                                                                  | San Salvador                                                               | El Salvador                                                                | 2 – 2                                                                      | Stati Uniti                                                                | Qual. Mondiali 2010                                                        | -                                                                          | 61’                                                                        |
| 4-7-2009                                                                   | Seattle                                                                    | Stati Uniti                                                                | 4 – 0                                                                      | Grenada                                                                    | Gold Cup 2009 - 1º turno                                                   | -                                                                          |                                                                            |
| 8-7-2009                                                                   | Washington                                                                 | Stati Uniti                                                                | 2 – 0                                                                      | Honduras                                                                   | Gold Cup 2009 - 1º turno                                                   | -                                                                          | 40’                                                                        |
| 18-7-2009                                                                  | Filadelfia                                                                 | Stati Uniti                                                                | 2 – 1 dts                                                                  | Panama                                                                     | Gold Cup 2009 - Quarti di finale                                           | -                                                                          |                                                                            |
| 23-7-2009                                                                  | Chicago                                                                    | Honduras                                                                   | 0 – 2                                                                      | Stati Uniti                                                                | Gold Cup 2009 - Semifinale                                                 | -                                                                          |                                                                            |
| 26-7-2009                                                                  | East Rutherford                                                            | Stati Uniti                                                                | 0 – 5                                                                      | Messico                                                                    | Gold Cup 2009 - Finale                                                     | -                                                                          |                                                                            |
| 23-1-2010                                                                  | Los Angeles                                                                | Stati Uniti                                                                | 1 – 3                                                                      | Honduras                                                                   | Amichevole                                                                 | -                                                                          | 59’                                                                        |
| 24-2-2010                                                                  | East Rutherford                                                            | Stati Uniti                                                                | 2 – 1                                                                      | El Salvador                                                                | Amichevole                                                                 | -                                                                          | 85’                                                                        |
| 3-3-2010                                                                   | Amsterdam                                                                  | Paesi Bassi                                                                | 2 – 1                                                                      | Stati Uniti                                                                | Amichevole                                                                 | -                                                                          | 70’                                                                        |
| 25-5-2010                                                                  | East Hartford                                                              | Stati Uniti                                                                | 2 – 4                                                                      | Rep. Ceca                                                                  | Amichevole                                                                 | -                                                                          | 46’                                                                        |
| 12-10-2010                                                                 | Chester                                                                    | Stati Uniti                                                                | 0 – 0                                                                      | Colombia                                                                   | Amichevole                                                                 | -                                                                          |                                                                            |
| 21-1-2012                                                                  | Glendale                                                                   | Stati Uniti                                                                | 1 – 0                                                                      | Venezuela                                                                  | Amichevole                                                                 | -                                                                          | 72’                                                                        |
| 25-1-2012                                                                  | Panama                                                                     | Panama                                                                     | 1 – 0                                                                      | Stati Uniti                                                                | Amichevole                                                                 | -                                                                          | 41’                                                                        |
| Totale                                                                     |                                                                            | Presenze                                                                   | 35                                                                         |                                                                            | Reti                                                                       | 0                                                                          |                                                                            |

## Palmarès

### Competizioni nazionali
- MLS Supporters' Shield: 1

New York Red Bulls: 2013
- Canadian Championship: 1

Montréal Impact: 2014